# قلعه کوماموتو
قلعه کوماموتو (熊本城) یک قلعه ژاپنی است که بر فراز تپه‌ای در بخش چو-کو (کوماموتو) در استان کوماموتو قرار دارد. برجک‌های دفاعی این قلعه بزرگ و مستحکم در سال ۱۹۶۰ و با بتن بازسازی شدند اما چندین ساختمان چوبی فرعی از قلعه اصلی باقی مانده است. قلعه کوموماتو به همراه قصر هیمجی و قلعه ماتسوموتو به عنوان یکی از ۳ قلعه برتر در ژاپن به شمار می‌رود. سیزده سازه موجود در مجموعه قلعه به عنوان اموال فرهنگی مهم مشخص شده‌اند.

در سال ۲۰۱۶، بر اساس زمین‌لرزه‌ای با قدرت ۶٫۲ مقیاس بزرگای گشتاوری آسیب دید. این رویداد قابل ملاحظه شبیه به زلزله ۱۸۸۹ کوماموتو بود که به قلعه آسیب‌های جدی وارد شد.

## نگارخانه

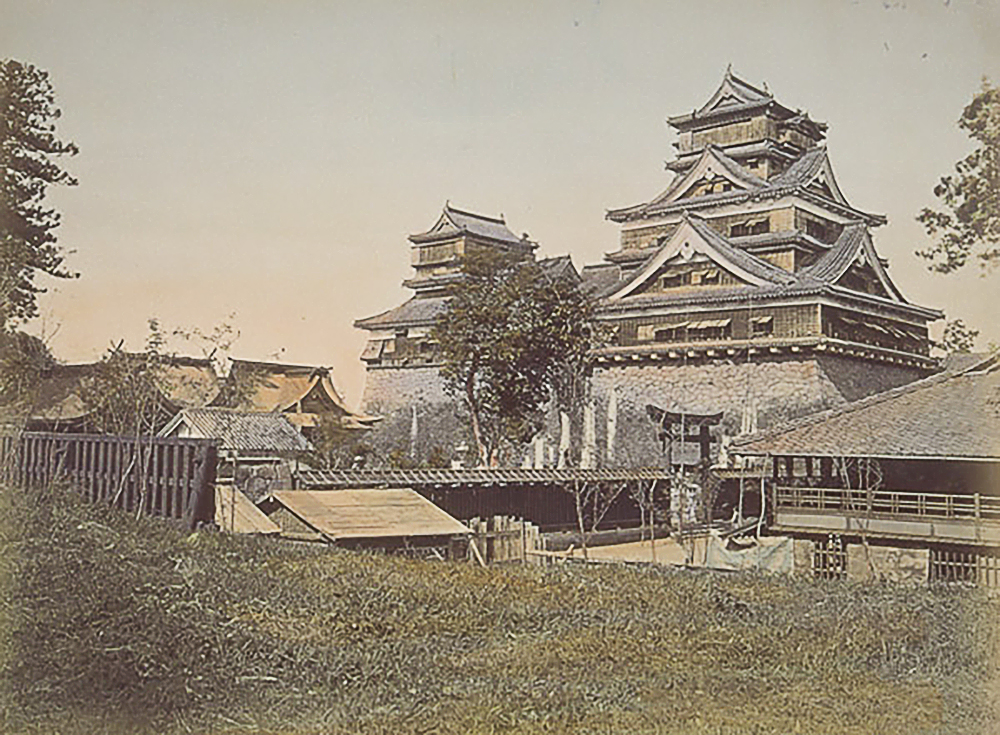
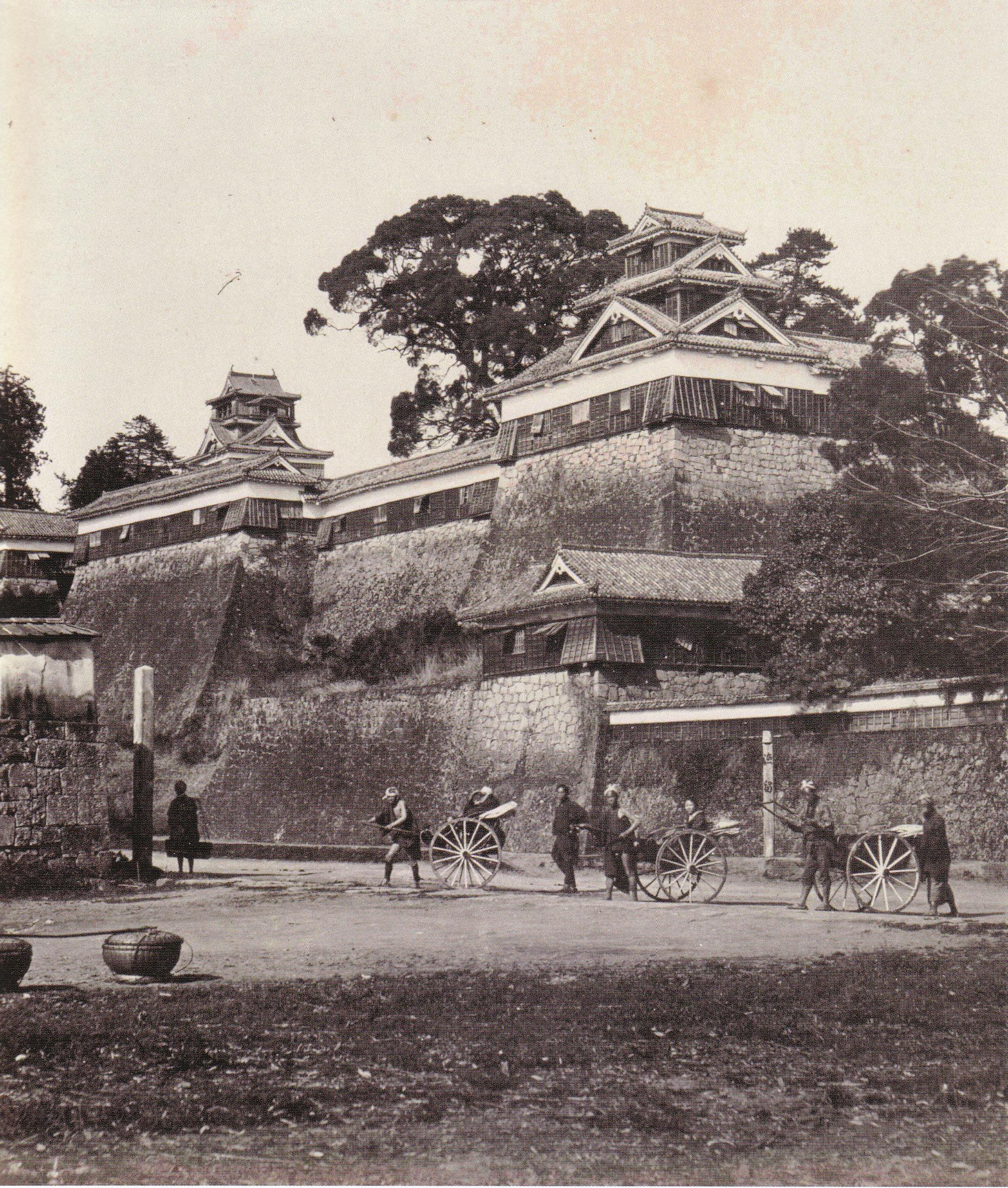
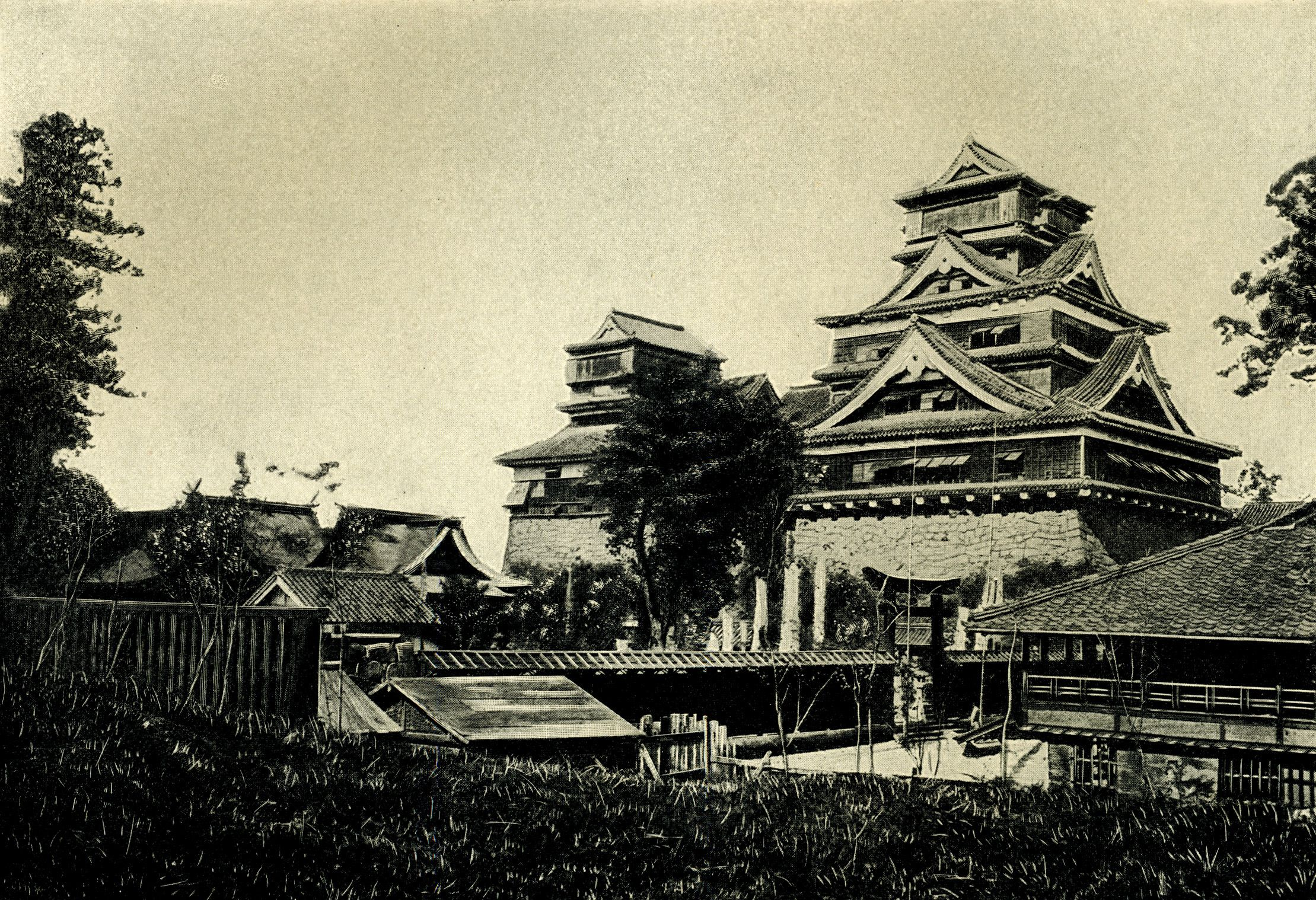
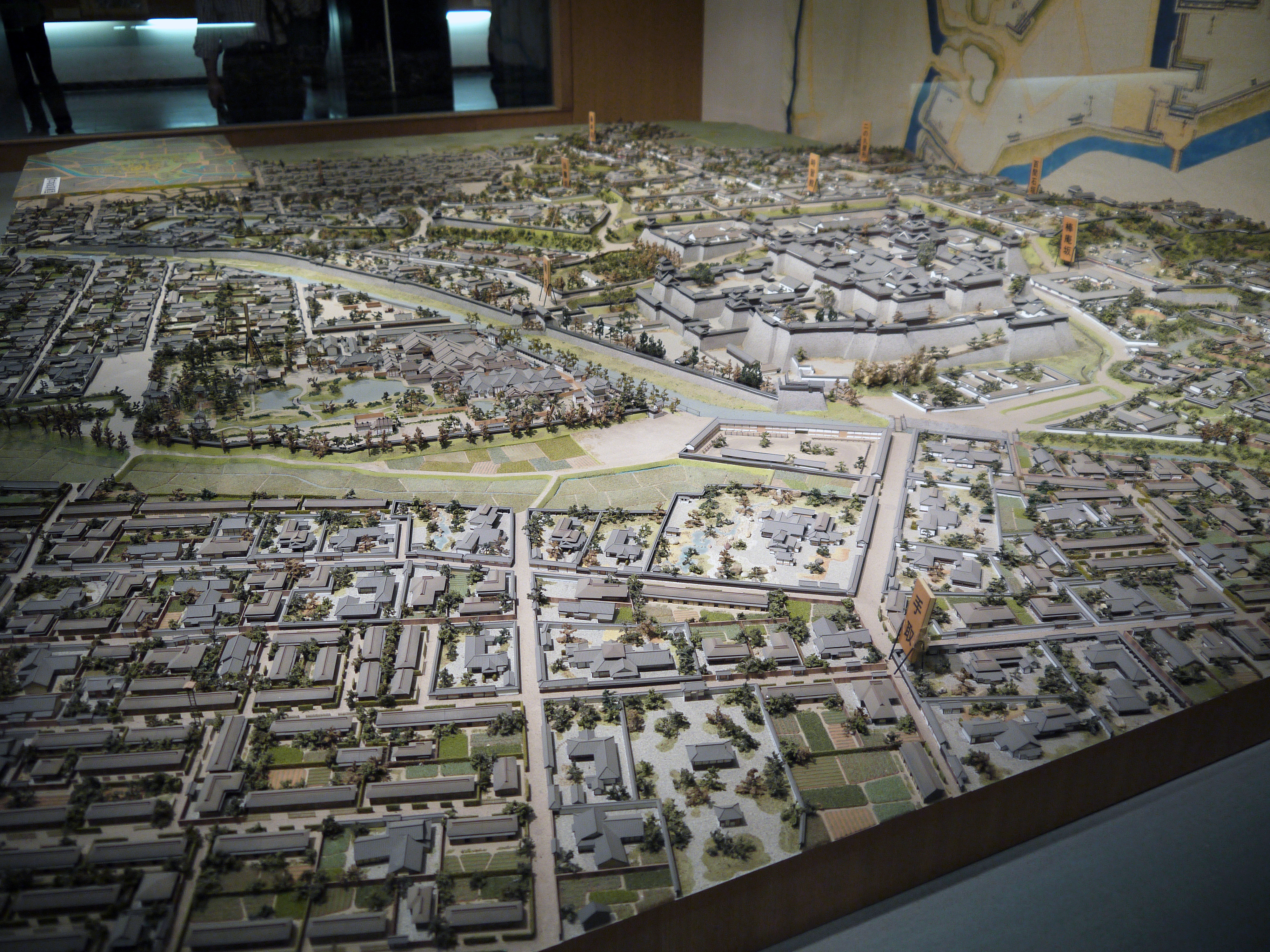